# Identity Christianity
L'identità cristiana è una dottrina religiosa e ideologica, esclusiva della cultura occidentale, e si riferisce ad una vasta gamma di credi variamente collegati e a Chiese che, secondo alcuni critici, avrebbero alla loro base una teologia legata al potere bianco. L'identità cristiana porterebbe, secondo costoro, a promuovere un'interpretazione razzista del cristianesimo. L'identità cristiana afferma di affondare le sue origini alla nascita del cristianesimo.
Secondo Chester L. Quarles, professore di giustizia penale presso l'Università del Mississippi, alcuni dei seguaci dei movimenti di identità cristiana credono che i popoli non caucasici non abbiano anima e non possano, quindi, mai guadagnare il favore di Dio o di essere salvati; i credenti nella teologia affermano che Gesù Cristo abbia pagato solo per i peccati della Casa di Israele e della Casa di Giuda.

## Identità cristiana ed estremismo
Nel 1984 l'organizzazione The Order, operante nel settore del nazionalismo bianco, si rende protagonista di atroci omicidi ai danni di non cristiani.
Lo storico gruppo razzista del Ku Klux Klan, tra gli ideatori del potere bianco e della destra ultraconservatrice, formato da membri protestanti, è stato il primo movimento a promuovere l'identità cristiana tramite la discriminazione dei neri.
Nei soli Stati Uniti d'America si pensa che ci siano dalle 2 000 alle 5 000 persone coinvolte in associazioni estremiste cristiane.

## Origini
Identità cristiana come movimento emerse come una propaggine del British Israelism, una setta che ideologizzava l'origine degli europei occidentali da discendenti delle Dieci tribù perdute d'Israele, negli anni '20 e '30. Tuttavia, l'idea che "razze inferiori" siano menzionate nella Bibbia in contrasto con gli "ariani" è stato postulato nel 1905 nel libro Die Theozoologie oder die Kunde von den Sodoms-Äfflingen und dem Götter-Elektron di Jorg Lanz von Liebenfels, un ex-monaco cistercense, scrittore, e teorico del populista Movimento völkisch, un'interpretazione tedesca di movimenti populisti dell'epoca, con un accento romantico sul folclore, dove il termine völkisch, che significa "etnico" ha connotazioni, in tedesco, di "folclorico" e "folcloristico". Viene visto da molti storici come un grande influente sulla componente mistico-religiosa tedesca del futuro III Reich. Christian Identity o CI è quindi il nome con cui si fa riferimento a un vasto e variegato universo di chiese e movimenti ideologici le cui basi dottrinali furono elaborate da una rete di religiosi e predicatori dopo la seconda guerra mondiale che condividono una teologia basata principalmente sul fondamentale assunto della supremazia bianca.
Secondo Chester L. Quarles, professore di Criminal justice all'Università del Mississippi, alcuni seguaci di movimenti riferibili a Christian Identity danno per scontata la credenza secondo la quale gli esseri umani non caucasici sarebbero privi di anima e, pertanto, non in grado di beneficiare del favore di Dio né di godere dell'aspirazione alla Salvezza.